# Saint-Clément-de-Rivière
Saint-Clément-de-Rivière település Franciaországban, Hérault megyében. Lakosainak száma 5140 fő (2022. január 1.). Saint-Clément-de-Rivière Prades-le-Lez, Montpellier, Grabels, Les Matelles, Montferrier-sur-Lez és Saint-Gély-du-Fesc községekkel határos.

## Népesség
A település népessége az elmúlt években az alábbi módon változott:
| Lakosok száma | 236  | 2100 | 4242 | 4983 | 4807 | 4803 | 4877 | 5016 | 5048 | 5140 |
|               | 1968 | 1982 | 1990 | 2006 | 2013 | 2015 | 2017 | 2019 | 2020 | 2022 |